# Воловик несправжньо-ясно-жовтий
Воловик несправжньо-ясно-жовтий (Anchusa pseudoochroleuca) — вид квіткових рослин родини шорстколистих (Boraginaceae).

## Біоморфологічна характеристика
Це багаторічна рослина 30–60 см заввишки. Листки довгасто-ланцетні, 5–15 см × 8–23 мм, коротко загострені, сірі від густого та б.-м. м'якого запушення. Чашечка 6–8.5 мм завдовжки, при плодах 10–15 мм завдовжки. Віночок жовтий, 9–11 мм у діаметрі.

## Поширення
Румунія, Україна.
В Україні вид зростає на вапнякових і степових схилах — у пд.-зх. ч. Лісостепу та Степу, передусім по Дністру та Пруту (Закарпатська обл., ок. Ужгорода; Чернівецька, Хмельницька, Одеська, Миколаївська області).